# Stadspark Sittard

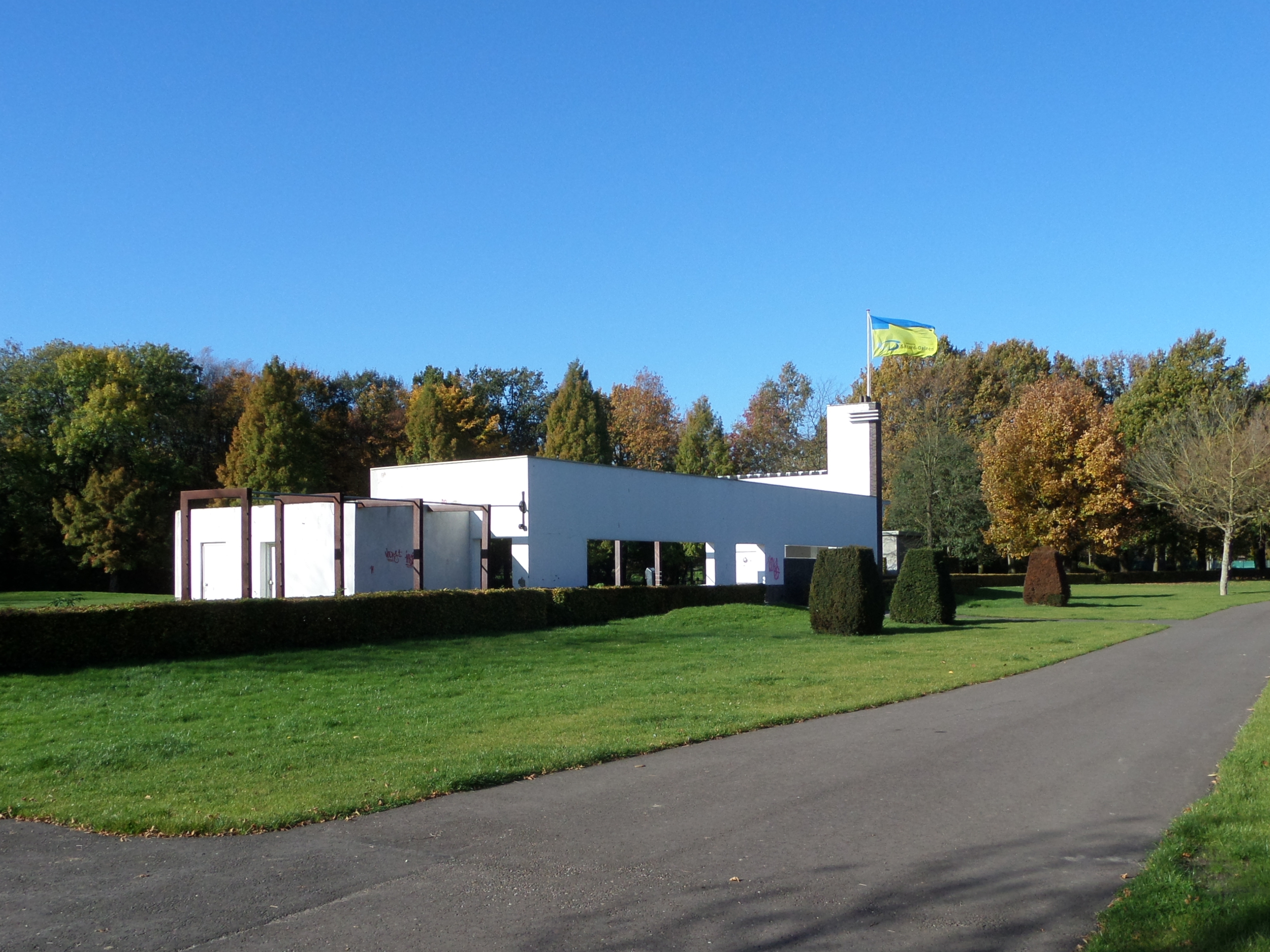
Voormalig zwembad

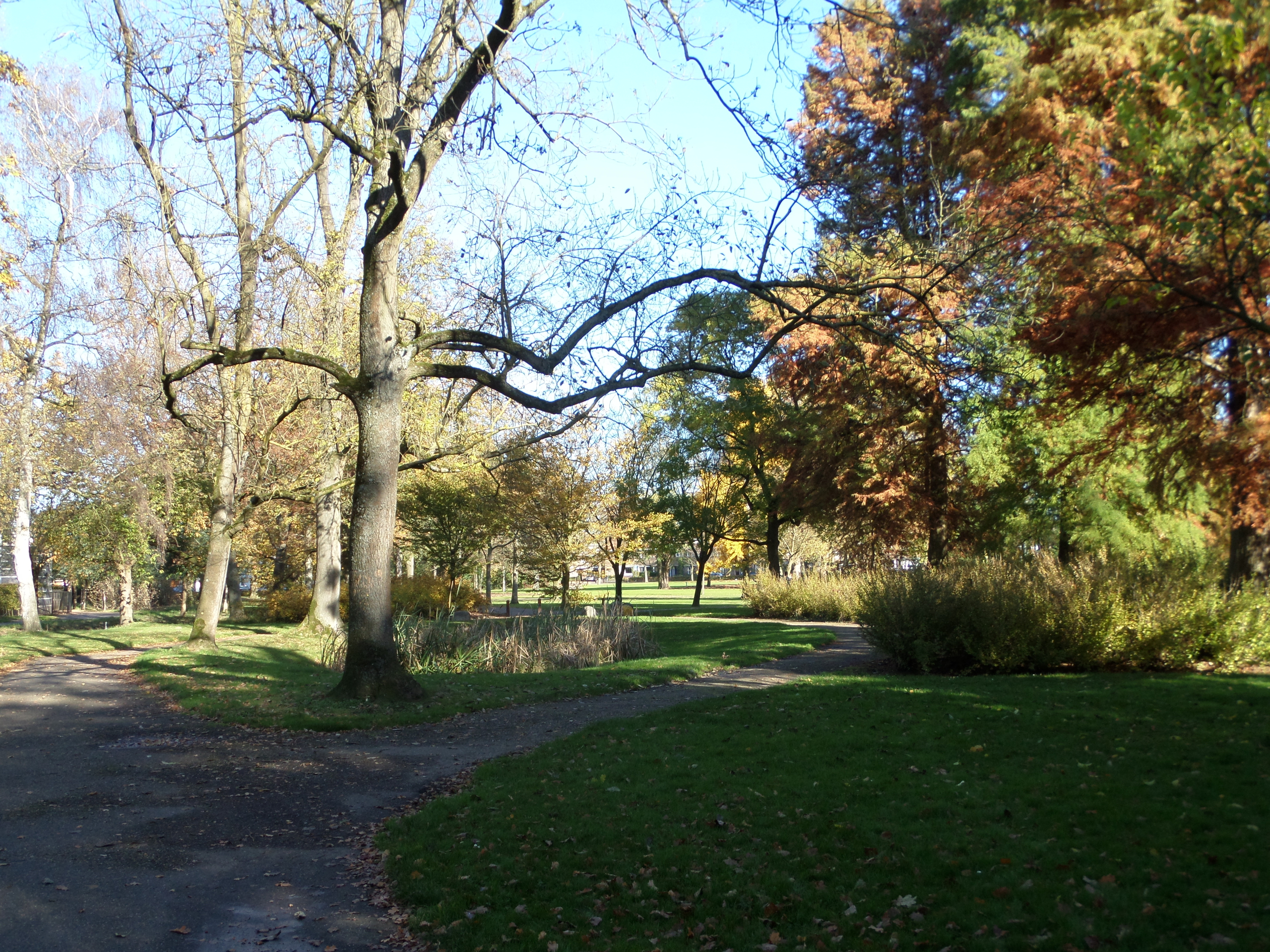
Engelse tuin

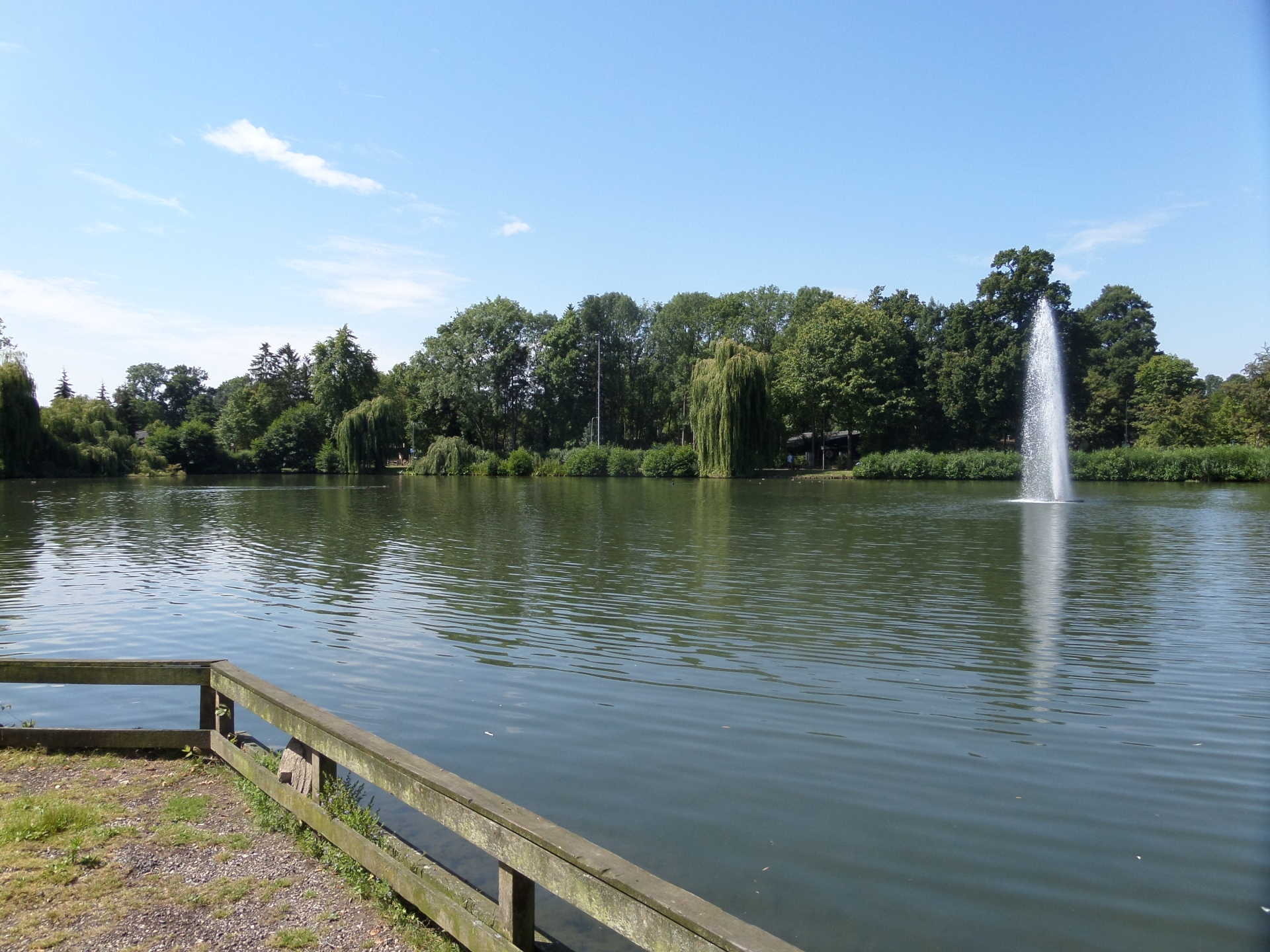
Roeivijver

Stadspark Sittard is een langgerekt stadspark in Sittard (gemeente Sittard-Geleen) in de Nederlandse provincie Limburg. Het park heeft een totale oppervlakte van circa 18 hectare en ligt in de woonbuurt Park Leyenbroek. Het wordt daarnevens omgeven door de voormalige buurtschappen Leyenbroek en Ophoven. De aanleg vond plaats tussen 1921 en 1933, naar een ontwerp van de tuinarchitect Dirk Tersteeg als werkverschaffingsproject. Het park is in 2000 verklaard tot rijksmonument.

## Geschiedenis

### Aanleg
In het verleden bestond het gebied waarin het stadspark ligt uit moeras, dat later geleidelijk door boeren uit de nabijgelegen kernen Leyenbroek en Ophoven werd ontgonnen. Het gebied werd toen aangeduid als de beemden. Vanwege de drassige ondergrond was bouwen in dit gebied lastig en daardoor bleef het onbebouwd. Door de komst van de Staatsmijnen in Limburg groeide Sittard in de jaren 20 van de 20e eeuw sterk uit van kleine vestingstad tot regionale centrumstad. In het kader van werkverschaffing ontstonden er bij de toenmalige gemeente Sittard plannen voor de aanleg van een stadspark.
In 1921 startte onder leiding van de architect Dirk Tersteeg de eerste fase van de aanleg met het graven van een roeivijver in het zuidelijk deel van het park. Ook het wandelpad en de slingervijver werden aangelegd. In 1924-1925 werd ook het noordelijk deel van het park aangelegd. Tersteeg paste in 1932 de aanleg van een openluchtzwembad in zijn plannen in, dat in 1933 formeel werd geopend. De roeivijver doet in de winter tevens dienst als schaatsbaan. Eerder was het ook een visvijver.

### Vernieuwingen
Het stadspark is meerdere malen vernieuwd en heringericht, voor het eerst in de jaren 50. Het zwembad, dat tot 1985 in gebruik is geweest, werd tussen 1994 en 1995 gesloopt waarbij enkel de voorgevel bewaard is gebleven. Het voormalige zwembadterrein ging vanaf dat moment dienstdoen als evenemententerrein. In 2014 is begonnen met een totale renovatie van het stadspark.
In 2013 werd aangrenzend aan het Stadspark een Stadsspeelbos aangelegd, bedoeld voor kinderen van 6-12 jaar.

## Kenmerken en voorzieningen

### Ligging
Het stadspark is gelegen in het dal van de Geleenbeek, ongeveer een halve kilometer ten zuiden van het centrum van Sittard. Het dal wordt aan de oostelijke zijde begrensd door de Kollenberg, waarvan de helling is bebouwd met een villawijk.

### Kenmerken
Het park is aangelegd in een gemengde stijl met kenmerken van zowel de Engelse landschapsstijl als de Franse formele stijl. Het park bestaat uit twee vijvers en meerdere ligweides omgeven door bomen, heesters en bloembedden. Door het park lopen tal van wandelpaden waarlangs op verschillende plaatsen zitbanken en speeltoestellen zijn voorzien. Van zuid naar noord wordt het park doorkruist door de Molenbeek, een in de 14e eeuw gegraven zijtak van de Geleenbeek. De beek is hier rechtgetrokken en genormaliseerd met stenen keermuren aan weerszijden en diverse bruggetjes. Hierdoor vormt deze beek een integraal onderdeel van het park. De Geleenbeek, die vanaf hier de Keutelbeek wordt genoemd, vormt de westelijke begrenzing van het park. Op deze beek ligt een uit de 1779 stammende stuw genaamd de Stenen Sluis. Aan de rand van het park bevindt zich ook een watermolen, de Ophovenermolen.

### Omgeving
Tussen de oude binnenstad van Sittard en het stadspark bevindt zich de villawijk Park Leyenbroek, die gelijktijdig met het stadspark is aangelegd. Deze woonbuurt ligt architectonisch gezien in het verlengde van het stadspark en wordt gekenmerkt door hoge bomenrijen en brede groenstroken tussen straten en tuinen. Het complex van herenhuizen rond het Julianaplein is ontworpen naar een ontwerp van de architect Nic. Ramakers en zijn ook verklaard tot rijksmonument. Aan de Vijverweg, die oostelijk langs het park loopt, liggen tevens drie rijksmonumentale villa's die ontworpen zijn door de architect Joseph Gärtner.
In het westelijk deel van het stadspark bevindt zich de accommodatie van de tennisvereniging SLTC Sittard, die bestaat uit negen tennisbanen.